# Américo de Souza
João Américo de Souza, mais conhecido como Américo de Souza, (Coroatá, 4 de fevereiro de 1932) é um jornalista, advogado, economista, administrador de empresas e político brasileiro filiado ao União Brasil (UNIÃO).

## Dados biográficos
Filho de Tomás Félix de Souza e Ana Pacífico de Souza. Aos treze anos foi trabalhar em O Imparcial, recebendo o registro de jornalista em 1950, ano que concorreu a vereador em São Luís pelo PST, não obtendo sucesso. Advogado formado pela Universidade Federal do Maranhão em 1955, tornou-se promotor de justiça em Monção no mesmo ano, cargo do qual afastou-se para assumir funções de diretoria na Aeronorte – Real Transportes Aéreos, transferindo-se para o Rio de Janeiro. Em 1960 assumiu a vice-presidência do Sindicato Nacional das Empresas Aeroviárias, passou a residir em Brasília no mesmo ano e na capital federal figura como fundador da Ordem dos Advogados do Brasil no Distrito Federal. Quando a Varig comprou a Real Transportes Aéreos em 1961, assumiu uma cadeira de  diretor dessa empresa.
Candidato a deputado federal pelo PSD do Rio Grande do Norte em 1962, figurou na quarta suplência. Aliado do Regime Militar de 1964, migrou à ARENA quando impuseram o bipartidarismo e nesta legenda foi eleito deputado federal pelo Maranhão em 1966 e 1970. Nesse ínterim graduou-se em Administração no Centro Universitário de Brasília, afastando-se da política por três anos a partir de 1975.
Disputou um mandato de senador numa sublegenda da ARENA em 1978, mas ao final da apuração foi realocado como suplente de José Sarney. No ano seguinte foi nomeado chefe da assessoria especial do governo do estado pelo governador João Castelo, cargo do qual afastou-se para candidatar-se a deputado federal pelo PDS em 1982, não sendo eleito. Renomeado assessor do governo maranhense por Ivar Saldanha, manteve-se no cargo por decisão do governador Luís Rocha, a quem serviu como procurador-geral de Justiça. Eleito vice-presidente da República na chapa de Tancredo Neves no Colégio Eleitoral em 1985, o senador José Sarney renunciou para assumir o cargo executivo, ocasionando a efetivação de Américo de Souza como parlamentar. Candidato a reeleição mediante uma sublegenda do PFL, acabou como segundo suplente de Edison Lobão em 1986.
Renunciou ao mandato de senador em favor de Bello Parga após ser nomeado ministro do Tribunal Superior do Trabalho pelo presidente José Sarney em dezembro de 1986, corte da qual aposentou-se em dois anos.
Em 2006 foi candidato a vice-presidente da República pelo PSL, tendo Luciano Bivar (presidente nacional da legenda) como candidato a presidente. No mesmo ano, em novembro, lançou seu segundo livro: Um Novo Brasil - O Despertar do Gigante Adormecido "em berço esplêndido", editado pela M. Books. Foi pré-candidato a presidência da República em 2010 pelo PSL, mas teve sua candidatura indeferida pelo TSE, pois embora escolhido em convenção, seu partido abdicou da disputa.